# Notre-Dame de l’Espérance (Pontmain)

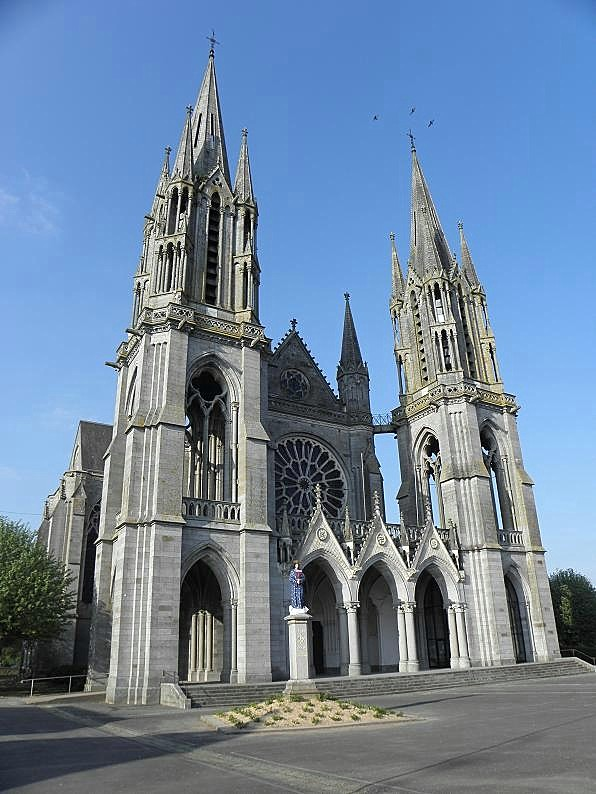
Basilika Notre-Dame de l’Espérance

Die Basilika Notre-Dame de l’Espérance (deutsch Unsere Liebe Frau der guten Hoffnung) ist eine römisch-katholische Kirche in Pontmain im französischen Département Mayenne, Pays de la Loire. Die Wallfahrtskirche des Bistums Laval trägt den Titel einer Basilica minor. Der neugotische Bau stammt aus den 1890er Jahren und wurde nach einer nahen Marienerscheinung errichtet. Bedeutsam sind ihre großflächigen Glasfenster.

## Geschichte

### Marienerscheinung
Die Marienerscheinung von Pontmain ereignete sich am 17. Januar 1871 in dem kleinen Dorf Pontmain. Insgesamt sieben Kinder berichteten, dass sie „eine schöne Frau“ gesehen hätten, aber nur die vier ältesten wurden von der Kirche bei der offiziellen Anerkennung der Erscheinung offiziell anerkannt: Eugène und Joseph Barbedette, 12 bzw. 10 Jahre alt, sowie Françoise Richer und Jeanne-Marie Lebossé, 11 bzw. 9 Jahre alt. Die Erscheinung begann gegen 18 Uhr und dauerte etwa drei Stunden. Sie zog nach und nach die Bewohner des Dorfes an, die nichts sahen, außer einigen Kindern, die beschrieben, wie sich ihr Sehvermögen im Laufe der Zeit im Rhythmus der Gebete der Gemeinde veränderte. Am nächsten Tag befragte der Dorfpfarrer die Kinder und notierte eine erste Erzählung, bevor er den Bischof informierte. Schnell wurde eine kanonische Untersuchung eingeleitet und ein Jahr später, am 2. Februar 1872, erkannte der Bischof von Laval, Casimir Wicart, die Erscheinung der Jungfrau von Pontmain offiziell an und erlaubte die Verehrung der Jungfrau.

### Kirchenbau
1872 berief der Bischof die Oblaten der Unbefleckten Jungfrau Maria für die Betreuung der Pilger. Für die wachsende Pilgerschaft wurde der 1873 vom Bischof der Grundstein der Wallfahrtskirche gelegt. Die Kirche wurde 1890 fertiggestellt, aber erst am 15. Oktober 1900 von Pierre Geay geweiht. Am 21. Februar 1905 erhob Papst Pius X. das Heiligtum von Pontmain in den Rang einer Basilika minor, die feierliche Proklamation erfolgte im September 1908. 

### Wallfahrt
Am ersten Jahrestag der Erscheinungen, dem 17. Januar 1872, zählte man 8000 Personen. Zunächst kamen die Pilger aus dem Departement, dann nach und nach aus ganz Frankreich und schließlich auch aus dem Ausland. 1903 wurden die Oblaten infolge der Politik der Trennung von Kirche und Staat aus Frankreich ausgewiesen. Sie kehrten nach dem Ersten Weltkrieg zurück. In der Zwischenzeit kümmert sich der Dorfpfarrer um die Pilger.
Die Oblaten sind auch heute noch präsent und empfangen die Pilger im „Haus der Oblaten von Pontmain“. Heute werden jährlich etwa 300.000 Pilger gezählt, an großen Feiertagen (wie Mariä Himmelfahrt) 4.000 pro Tag.

## Architektur

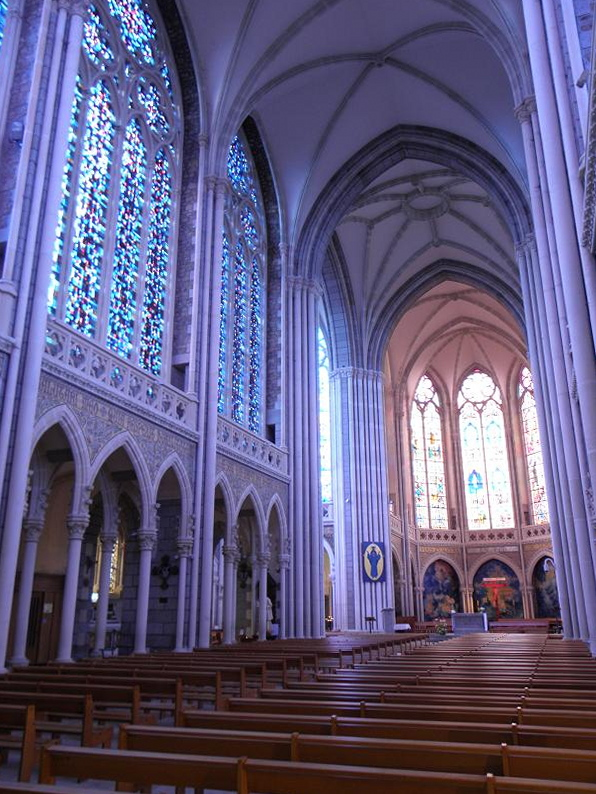
Gesamtansicht der Glasmalereien im Kirchenschiff und im Chor der Basilika

Die Kirche wurde auf einem Sumpfgebiet errichtet. Um ein Absinken des Gebäudes zu verhindern, versuchten die Erbauer, die Struktur leichter zu machen. Deshalb endet das Mauerwerk im ersten Stockwerk, darüber folgen große Glasfenstern. Die Kirche bietet heute 1280 Menschen Platz, und auf der Esplanade vor dem Gebäude versammeln sich bei großen Feiern mehrere Tausend Pilger.
Die dreischiffige Basilika ist nach einem Entwurf des Architekten Eugène Hawke im neugotischen Stil gehalten. Sie besteht vollständig aus Granit. Die Kirche ist nicht in Ost-West-Richtung ausgerichtet, sondern dem Erscheinungshaus zugewandt. Das Hauptschiff ist durch starke Pfeiler von den Seitenschiffen getrennt, der Chor endet mit einem Fünfachtelschluss. Die beiden 49 Meter hohen Turmspitzen der Basilika, die ein Glockenspiel beherbergen, sind mehr als 10 km von Pontmain entfernt zu sehen.

## Ausstattung

### Buntglasbilder

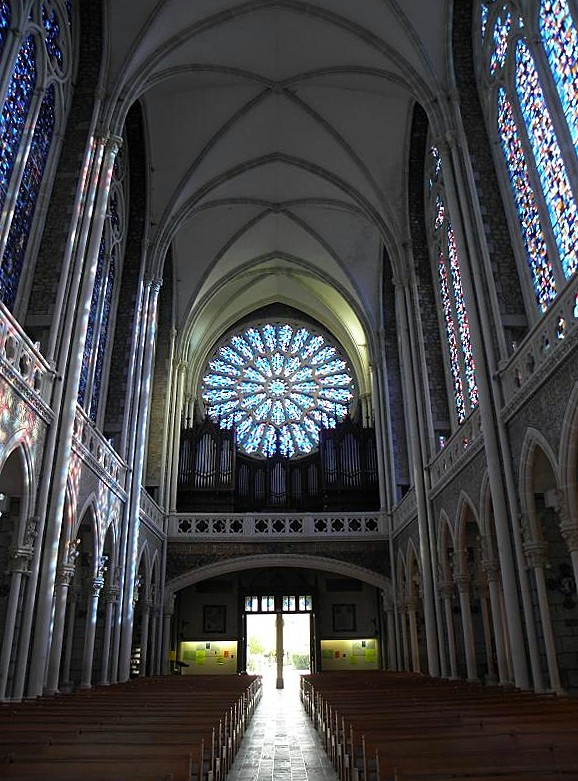
Fensterrosette mit Orgel

Die zehn großen Kirchenfenster sind in verschiedenen Jahrzehnten entstanden. Sie zeigen die Marienerscheinungen in Frankreich (in La Salette, Lourdes und Pontmain) sowie Szenen aus dem Leben Jesu Christi.
- 1874 bis 1887: von Glasmeister Édouard Rathouis in den Werkstätten des Karmeliterklosters in Le Mans: Chorfenster (figurative Kunst) und Glasfenster im Hintergrund der Querhauskapellen (figurative Kunst, naiver Stil).
- 1897 bis 1898: durch den Glasermeister Alleaume aus Laval: Fenster der Seitenkapellen (figurative Kunst), mit Ausnahme der Fenster einer Kapelle, die vom Glasermeister Fournier aus Tours stammen. Dort sind insbesondere die roten Kreuze der Erscheinung zu sehen.[3]
- 1955: von den Glasbläsermeistern Paul und André Rault aus Rennes: die großen Glasfenster der Querschiffe im Art-déco-Stil.
- 1966 bis 1978: durch den Glasmeister Maurice Rocher aus Paris, durch die Ateliers Degusseau aus Orléans: Glasfenster des Kirchenschiffs (ungegenständlicher, vom Kubismus beeinflusster Stil). Sie spielt mit den verschiedenen Blautönen (insgesamt 37), da „das Blau der Jungfrau [bei der Erscheinung] von den Sehern nicht identifiziert werden konnte“.[3]
- 1998: durch den Glasermeister Bernard Renonce: die Rosette (ungegenständlicher Stil). Diese Kreation wird von den Formen des Orgelgehäuses übernommen.[3]

### Orgel
Die Orgel auf der Empore wurde 1931 von dem Orgelbauer Gloton-Debierre gebaut und 1960 von Beuchet-Debierre renoviert. Sie besitzt 34 Register mit elektro-pneumatischen Transmissionen. Das Gehäuse im neugotischen Stil nimmt die gesamte Breite des Kirchenschiffs ein; es wurde so konzipiert, dass die Sicht auf die große Fassadenrosette, vor der das Instrument steht, vollständig freigegeben ist.

### Carillon
Die Türme der Basilika von Pontmain beherbergen ein Glockenspiel mit 39 Glocken, darunter die 5 größten Glocken. Ursprünglich mit 25 Glocken ausgestattet, die 1896 von der Glockengießerei Paccard in Annecy-le-Vieux gegossen wurden, wurde das Glockenspiel nach und nach auf 32, 37 und 39 Glocken aufgestockt.